# John Nettles
John Vivian Drummond Nettles (Saint Austell, 11 ottobre 1943) è un attore britannico.

## Biografia
Nettles è nato a St. Austell, in Cornovaglia, nel 1943. La madre naturale era un'infermiera irlandese che si trasferì nel Regno Unito durante la seconda guerra mondiale . Fu adottato alla nascita dal falegname Eric Nettles e da sua moglie Elsie. Da giovane frequentò la St Austell Grammar School. 
Ha studiato filosofia e storia all'Università di Southampton, dove si esibì la prima volta come attore, e dopo la laurea si unì al Royal Court Theatre, interpretando nel 1969 Laerte in una produzione di Amleto che aveva per protagonista Tom Courtenay, all'University Theatre per la "69 Theatre Company" di Manchester.
È stato nominato Ufficiale dell'Ordine dell'Impero Britannico (OBE) nel 2010.  Il 21 settembre 2012 è stato insignito di un dottorato onorario dall'Università di Plymouth.
Nel luglio 2014 è stato il Patrono del "Mare & Foal Sanctuary", noto soccorso di cavalli del Devon e rehoming di beneficenza, dove frequenta regolarmente eventi e aiuta a raccogliere fondi.

## Carriera

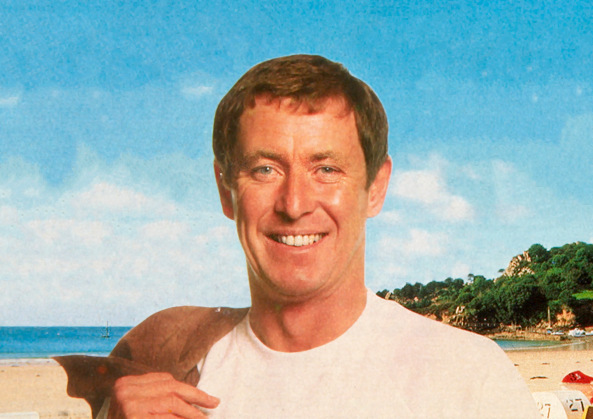
John Nettles su un volantino pubblicitario di Jersey

Dal 1969 al 1970, è stato in repertorio al Teatro Northcott di Exeter, e in quell'ultimo anno ha avuto il suo primo ruolo sullo schermo nel film "One More Time". Dal 1970 (fino al 1972) interpretò il Dr. Ian Mackenzie nel dramma d'epoca "A Family at War". In seguito ha avuto piccole parti in molti programmi televisivi tra cui "The Liver Birds" (1969-1979), "Dickens of London"(1976), "Robin of Sherwood", e un episodio di "Enemy at the Door", ambientato a Guernsey (una delle Isole del Canale della Manica) durante l'occupazione tedesca nella seconda guerra mondiale, attraverso le esperienze dei membri della famiglia Martel.  In tale occasione interpretò un detective della polizia a cui fu ordinato di lavorare per i tedeschi, angosciato per il conflitto tra il suo dovere e la collaborazione con il nemico. 
Dal 1976 al 1982 ha recitato in diverse commedie teatrali di Shakespeare, David Edgar, Edward Bond, James Robson, Howard Barker, Howard Brenton, John O'Keefe,Moss Hart e George S. Kaufman, Arthur Schnitzler per la Royal Shakespeare Company, e nel 1981 per la "Old Vic Company", "The Relapse", di Jean Racine.

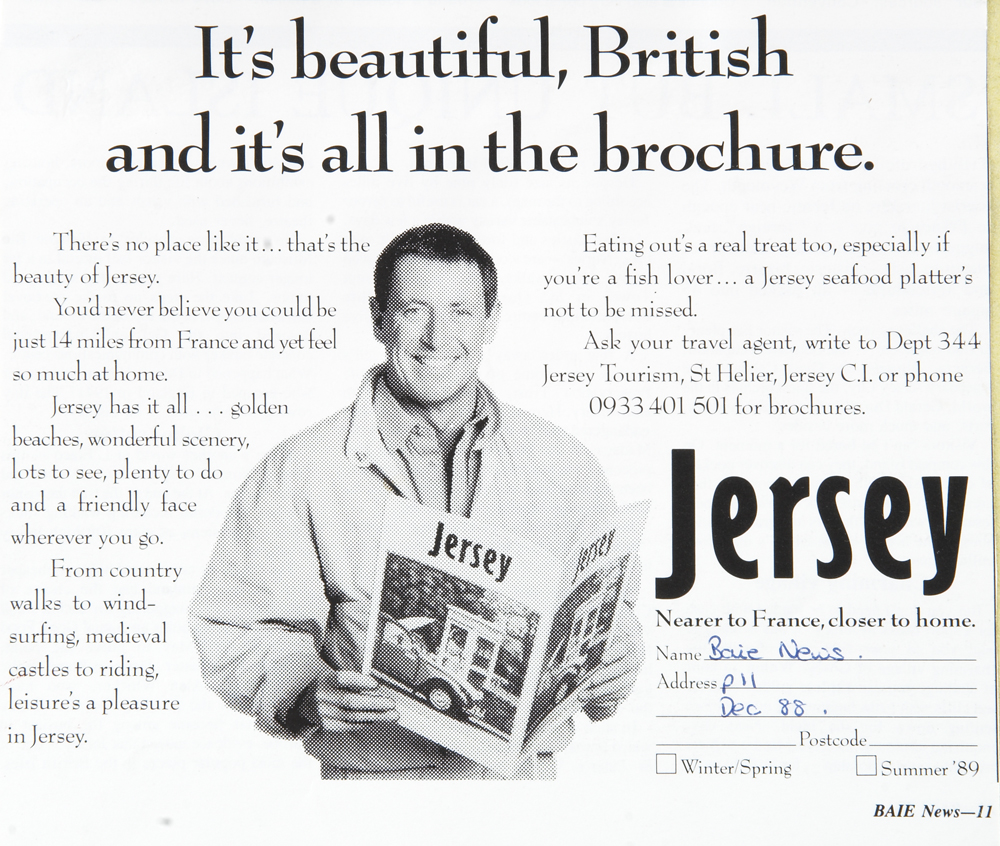
John Nettles testimonial per l'ufficio turistico di Jersey del 1988

Nel 1981 ha interpretato il ruolo che lo ha reso famoso nel Regno Unito, quello di Jim Bergerac nel telefilm poliziesco L'asso della Manica, andato in onda per 87 episodi, fino al 1991. La serie fu un grande successo in Gran Bretagna, e fu esportata in molti paesi del mondo, tra cui Francia, Spagna, Italia e Grecia, guadagnandosi una persistente popolarità soprattutto nell'Isola di Jersey, dove le immagini di John Nettles sono state utilizzate per pubblicizzare attrazioni turistiche e altri servizi sull'isola. 
Nel 1987, interpretò Raoul (il quarto uomo) nella storia di Agatha Christie "Hour The Fourth Man". Dal 1991 ha recitato per cinque stagioni con la "Royal Shakespeare Company", apparendo in "The Winter's Tale", "The Merry Wives of Windsor", "Julius Caesar", "Richard III" e "The Devil is an Ass". Le performances teatrali hanno conquistato il plauso della critica e molti lo considerano alla stregua di attori teatrali britannici come Patrick Stewart e Sir Ian McKellen. Nel 1992, è apparso in un episodio di "Boon", e nel 1993 è apparso come Jim Bergerac nella commedia di polizia "The Detectives". 
Nel 1995, Nettles fu contattato dal produttore Brian True-May per interpretare Tom Barnaby in una nuova serie televisiva di gialli polizieschi che avrebbe prodotto, intitolata L'ispettore Barnaby (Midsomer Murders). Questo fu il secondo ruolo importante della sua carriera, in cui interpreta un detective pacato e tranquillo che deve indagare sugli omicidi che avvengono in una apparentemente idilliaca campagna inglese.  Egli partecipò alla serie dal 1997 al 2011, per 81 episodi, dopodiché fu sostituito da Neil Dudgeon nel ruolo del cugino John Barnaby. In quest'occasione ha dichiarato che: "È sempre saggio lasciare che le persone vogliano di più, piuttosto che essere fischiate fuori dal palco perché le hai annoiate".
Dal 1996 al 2008 è stato la voce narrante nella serie di documentari della "BBC Airport". 

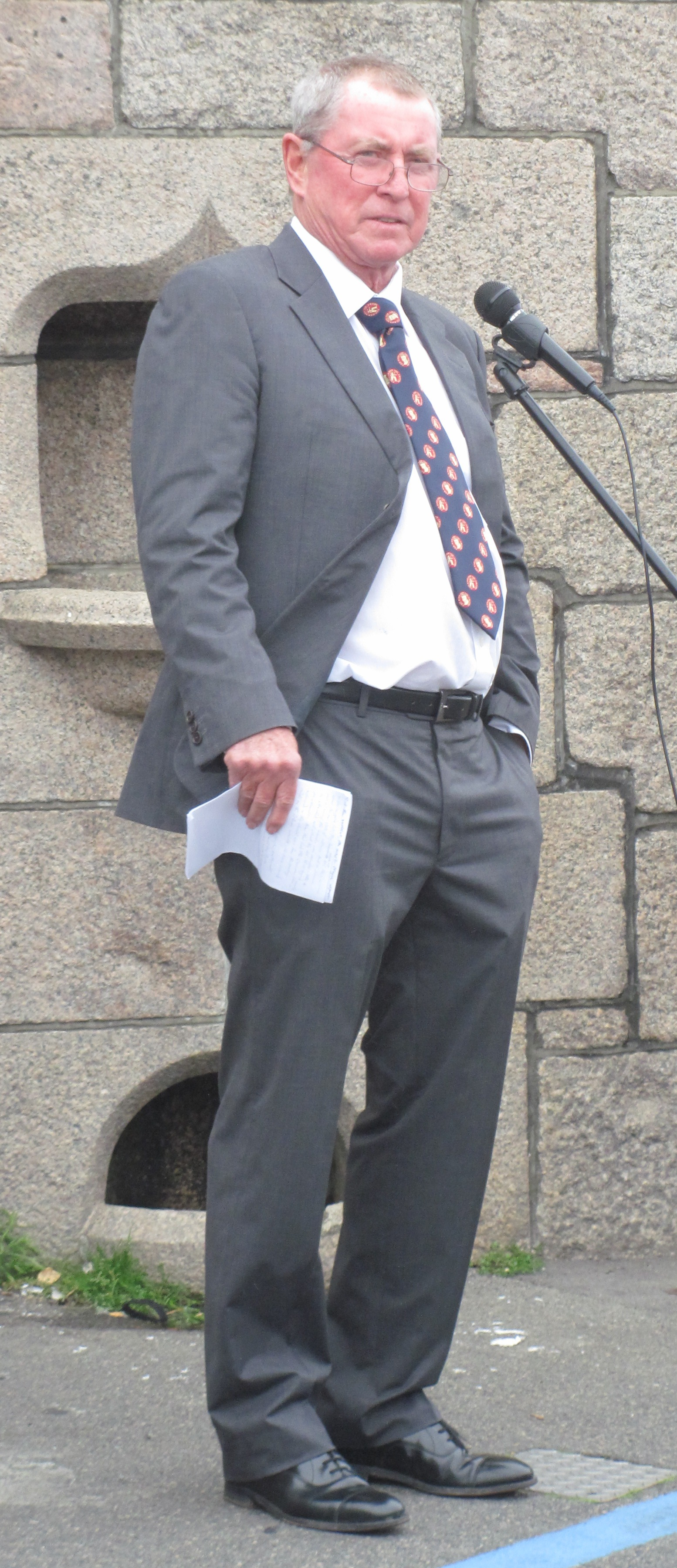
John Nettles nel 2013 alla commemorazione del bombardamento di Jersey durante la Seconda Guerra Mondiale

Nel 2003, ha interpretato Barnaby in un episodio di "French & Saunders". È apparso in un episodio del 2001 di "Heartbeat". Nel 2007, ha recitato nella serie comica della "BBC Radio 4" "Will Smith Presents the Tao of Bergerac" insieme al comico Will Smith. 
All'inizio del 2010, Nettles ha scritto, presentato e prodotto un documentario in tre parti "Channel Islands at War" in occasione del settantesimo anniversario dell'invasione tedesca, e della successiva occupazione delle Isole del Canale. Per questa produzione ha ricevuto lettere minacciose da alcuni residenti di Jersey, accusandolo di insinuare che gli isolani fossero collaborazionisti. Egli tuttavia ha difeso il documentario dicendo: "Non c'è modo possibile che si possa evitare la collaborazione con la potenza occupante che aveva il potere sulla popolazione civile".  Questo punto di vista è stato sostenuto sia dagli storici locali che dai membri della Società di occupazione delle Isole del Canale. 
Nel 2013, al compimento dei settant'anni, ha deciso di ritirarsi dalle scene, ma è tornato sui suoi passi nel 2016 per recitare nella serie tv Poldark, nel ruolo ricorrente di Ray Penvenen nella seconda e terza stagione del popolare dramma storico.

## Pubblicazioni
Durante le riprese di L'asso della Manica, scrisse "Bergerac's Jersey" (1988), una guida di viaggio sui luoghi della serie, e "A Personal View of the People and Places" (1992) sul paesaggio, la personalità e la storia dell'isola.
Nel 1991 ha scritto il libro semi-autobiografico "Nudity in a Public Place: Confessions of a Mini Celebrity" sull'essere diventato un "rubacuori riluttante" per le spettatrici femminili dello stesso telefilm.
Nel 2012 Nettles ha scritto "Jewels and Jackboots" sull'occupazione tedesca delle Isole del Canale. Esaurito nel giro di poche settimane, è stato ripubblicato nel 2013 come un libro cartaceo e su Kindle. Il libro tocca questioni delicate come la collaborazione di singole autorità britanniche nelle Isole del Canale con i nazionalsocialisti tedeschi, soprattutto in relazione alla deportazione degli ebrei. Il libro è stato pubblicato in lingua tedesca nel 2015.

## Vita privata
Dal 1966 al 1979 è stato sposato con Joyce Middleton, da cui ha avuto una figlia, Emma, nata nel 1970, che in seguito si è trasferita a Jersey insieme al padre. La ex moglie divenne in seguito direttore del casting in 23 episodi di L'ispettore Barnaby.
L'attore è sposato dal 1995 con Cathryn Sealey e vive con lei a Pyworthy, nel Devon.

## Attore teatrale
- The Soldier's Fortune, di Thomas Otway, alla Royal Court Theatre in Londra, con Sheila Hancock, Charles Thomas, Elizabeth Bell, Arthur Lowe, Bridget Turner, Peter John e Bernard Gallagher. Regia: Peter Gill (1967)
- Troilus and Cressida, di William Shakespeare, alla Royal Shakespeare Company production al "the Royal Shakespeare Theatre" in Stratford-Upon-Avon, con Mike Gwilym, Francesca Annis, Robin Ellis, Michael Pennington, Nickolas Grace e David Waller. Regia: John Barton e Barry Kyle (1976)
- Destiny, di David Edgar per la "Royal Shakespeare Company production" all'Aldwych Theatre di London, con Ian McDiarmid, Michael Pennington, Greg Hicks, Bob Peck e Cherie Lunghi. Regia: Ron Daniels (1977)
- Troilus and Cressida, di William Shakespeare, per la "Royal Shakespeare Company production" all'Aldwych Theatre di Londra, con Mike Gwilym, Francesca Annis, David Waller, Barbara Leigh-Hunt, Ivan Beavis, Tony Church, Paul Shelley, Paul Moriarty, Hilton McRae, Michael Pennington, Richard Durden, Alfred Molina, Nickolas Grace e Carmen Du Sautoy. Regia: Barry Kyle (1977)
- The Bundle, di Edward Bond per la "Royal Shakespeare Company production" al "Royal Shakespeare Company Warehouse Theatre" di Londra, con Bob Peck, Patrick Stewart, Alfred Molina e Greg Hicks. Regia: Howard Davies (1977)
- Factory Birds, di James Robson per la "Royal Shakespeare Company production" al "Royal Shakespeare Company Warehouse Theatre" di Londra, con Roger Rees, Peter Woodward e Pippa Guard. Regia: Bill Alexander (1977)
- That Good Between Us, di Howard Barker per la "Royal Shakespeare Company production" al "Royal Shakespeare Company Warehouse Theatre" in Londra, con Ian McDiarmid, Patrick Stewart, Alfred Molina, Barbara Leigh-Hunt e Cherie Lunghi. Regia: Barry Kyle (1977)
- The Churchill Play, di Howard Brenton per la "Royal Shakespeare Company production" al "Royal Shakespeare Company Warehouse Theatre" di Londra, con Raymond Westwell, David Bradley e Hilton McRae. Regia: Barry Kyle (1979)
- The Merchant of Venice, di William Shakespeare, alla "Royal Shakespeare Company production" al "Royal Shakespeare Company Warehouse Theatre" di Londra, con Patrick Stewart, Lisa Harrow e Paul Whitworth. Regia: John Barton (1979)
- Wild Oats, di John O'Keefe per la "Royal Shakespeare Company production" all'Aldwych Theatre di London, con Alan Howard, Norman Rodway, Sinéad Cusack, Zoë Wanamaker, Ruby Wax, Malcolm Storry e Eve Pearce. Regia: Clifford Williams (1979)
- Once in a Lifetime, di Moss Hart e George S. Kaufman, per la "Royal Shakespeare Company production" all'Aldwych Theatre di Londra, con Richard Griffiths, Zoë Wanamaker, Peter McEnery, Juliet Stevenson, David Suchet e Ian Charleson. Regia: Trevor Nunn (1979)
- La Ronde, di Arthur Schnitzler, per la "Royal Shakespeare Company production" all'Aldwych Theatre di Londra, con Richard Pasco, Barbara Leigh-Hunt e Susan Fleetwood. Regia: John Barton (Marzo 1982)
- The Relapse, di Jean Racine, per la "Old Vic Company theatre production" in Londra, con Maureen O'Brien, Richard Kay (per Barry Woolgar), Jonathan Coy, Simon Butteriss, Celia Foxe e Stephanie Cole. Regia: Michael Simpson (1981)
- The Winter's Tale, di William Shakespeare per la "Royal Shakespeare Company production" al "Barbican Theatre" in Londra, con Samantha Bond, Benjamin Whitrow, Paul Jesson, Andrew Jarvis, Gemma Jones, Jeffery Dench, Graham Turner, Richard McCabe, Alan Cox e Phyllida Hancock. Regia: Adrian Noble (1993)
- Julius Caesar, di William Shakespeare, per la "Royal Shakespeare Company production" al "Barbican Theatre" in Londra, con Hugh Quarshie, Christopher Benjamin, Julian Glover, Tilly Blackwood, Susan Tracy, Simon Chadwick e Michael Gardiner. Regia: Peter Hall (1996)
- Richard III, di William Shakespeare, per la "Royal Shakespeare Company production" al "Barbican Theatre" in Londra, con David Troughton, Robin Nedwell, Michael Siberry, Susan Brown, Diana Coupland, Cherry Morris, Clifford Rose, Victor Spinetti, Simon Chadwick e Kevin McKidd. Regia: Steven Pimlott (1996)

## Filmografia

### Cinema
- Controfigura per un delitto (One More Time), regia di Jerry Lewis (1970)
- The Red, White, and Black, regia di John 'Bud' Cardos (1970)
- All Men Are Mortal, regia di Ate de Jong (1995)
- Il mastino dei Baskerville (The Hound of the Baskervilles), regia di David Attwood (2002)
- Never Land, regia di Anna Hoghton – cortometraggio (2016)

### Televisione
- The Expert – serie TV, episodio 2x19 (1969)
- ITV Sunday Night Drama – serie TV, un episodio (1970)
- A Family at War – serie TV, 14 episodi (1971-1972)
- The Liver Birds – serie TV, 19 episodi (1972-1976)
- Le avventure di Black Beauty (The Adventures of Black Beauty) – serie TV, episodio 1x16 (1973)
- Dickens of London – miniserie TV, episodi 5-7 (1976)
- Arnhem: The Story of an Escape, regia di Clive Rees – film TV (1976)
- Holding On – serie TV, episodi 1x01-1x02-1x05 (1977)
- BBC2 Play of the Week – serie TV, episodio 1x08 (1977)
- Nemico alla porta (Enemy at the Door) – serie TV, episodio 1x08 (1978)
- I Professionals (The Professionals) – serie TV, episodio 4x03 (1980)
- l mercante di Venezia (The Merchant of Venice), regia di Jack Gold – film TV (1980)
- BBC2 Playhouse – serie TV, episodio 8x06 (1981)
- L'asso della Manica (Bergerac) – serie TV, 87 episodi (1981-1991)
- L'ora di Agatha Christie (The Agatha Christie Hour) – serie TV, episodio 1x04 (1982)
- Robin Hood (Robin of Sherwood) – serie TV, episodio 2x01 (1984)
- Tonight at 8.30 – serie TV, episodio 1x01 (1991)
- Boon – serie TV, episodio 7x02 (1992)
- The Detectives – serie TV, episodio 1x05 (1993)
- Romeo & Juliet – miniserie TV, 5 episodi (1994)
- L'ispettore Barnaby (Midsomer Murders) – serie TV, 81 episodi (1997-2011)
- Heartbeat – serie TV, episodio 10x24 (2001)
- French and Saunders – serie TV, un episodio (2003)
- Poldark – serie TV, 16 episodi (2016-2017)

## Voce narrante
- Natural World - TV - 1 Episodio (1995)
- Airport 7 Episodi (1996-2004)
- The Hunt (1997)
- The Tourist Trap - TV - 1 Episodio (1998)
- Disaster - TV - 1 Episodio (1998)
- The Millennium Time-bomb (1998)
- Fraud Squad(1998)
- Shakespeare: The Legacy - Documentario TV (2016)
- History - Documentario TV - Titolo: Hitlers England (2017)

## Documentari TV
- The Unforgettable Les Dawson - Documentario TV - - Ruolo: sé stesso come attore ed amico (2000)
- Betjeman's West Country - Documentario TV - - Ruolo: sé stesso (2006)
- Super Sleuths - Documentario TV, Episodio: Midsomer Murders - Ruolo: sé stesso (2006)
- The Cult of... - Documentario TV, Episodio: Bergerac - Ruolo: sé stesso (2008)
- Surviving Midsomer: An Insider's Guide - Documentario TV - Ruolo: sé stesso/DCI Tom Barnaby (2008)
- John Nettles Applauds - Documentario TV, 3 Episodi - Ruolo: sé stesso come presentatore e narratore (2008)
- The Perfect TV Detective - Documentario TV - Ruolo: sé stesso come presentatore (2008)
- Map of Midsomer Murders - Documentario TV - Ruolo: sé stesso come presentatore (2008)
- Top of the Cops - Documentario TV, 1 episodio - Ruolo: sé stesso/DS Jim Bergerac/DCI Tom Barnaby (2009)
- The People's Detective - Documentario TV, 1 episodio - Ruolo: sé stesso/DCI Tom Barnaby (2010)
- The Channel Islands at War (Documentario TV) (2010)
- Gylne tider - Documentario TV, 1 episodio - Ruolo: sé stesso/DS Jim Bergerac (2010)
- The Crime Thriller Club - Documentario TV, 2 episodi - Ruolo: sé stesso/DCI Tom Barnaby (2013-2014)
- Celebrity Antiques Road Trip - Documentario TV, 1 episodio - Ruolo: sé stesso come presentatore (2014)
- Toast of London - Documentario TV - Ruolo: sé stesso come presentatore (2014)
- Jack the Ripper: Reality and Myth - Documentario TV - pre-produzione - Ruolo: sé stesso (2015-2017)
- (2016) Shakespeare: The Legacy - Documentario TV - Ruolo: sé stesso come presentatore
- History - Documentario TV - Titolo: Hitlers England, Ruolo: sé stesso come presentatore (2017)
- Millennium: Fact & Fiction - Documentario TV - Ruolo: sé stesso (2017)

## Doppiaggio
- (en) Sindy: The Fairy Princess Regia: Richard Allport (2003)

## Altri lavori
- Narratore (audio cassette) Point of Impact di John Nichol (1996)
- Narratore (audio cassette) The Nation's Favourite Poems (1996)
- Narratore (audio cassette) The Mayor of Casterbridge di Thomas Hardy (1998)
- Narratore (audio cassette) Frenchman's Creek di Daphne Du Maurier (1997)
- Narratore (audio cassette) Robin Hood di Roger Lancelyn Green Published da Penguin (1997)
- (Live Concert/radio) Midsummer Night's Music quale performer per la Royal Shakespeare Theatre a Stratford, leggendo dalle opere "Henry IV" ed altri lavori di Shakespeare, con Jacquelyne Fugelle in qualità di musicista (21/6/1998)
- Narratore (audio cassette) Lie Down with Lions di Ken Follett (1998)
- Narratore (audio cassette) Fatal Remedies di Donna Leon (1999)
- Narratore (audio cassette) Encore Provence di Peter Mayle (1999)

## Libri
- Nudity in a Public Place: Confessions of a Mini Celebrity (Robson Books) (1991)
- John Nettles’ Jersey: A Personal View of the People and Places (BBC Books, 1992)
- Bergerac’s Jersey. A travel guide to filming locations in the series (BBC Books) (1998)
- Jewels and Jackboots about the German occupation of the Channel Islands (2012)

## Interviste ed articoli
Interviste 
- Radio Times (GB) 13 gennaio 1990, Vol. 264, Iss. 3448, pg. 90, di: William Greaves, "My Kind Of Day"
- Morgan, Clive (17 July 2009). "Interview: John Nettles on Midsomer Murders". The Telegraph. UK. Retrieved 21 February 2018.
- TV Times (GB) 29 gennaio 29 2011, pg. 8 - 9, di: Vicki Power, "Goodbye Barnaby"

Articoli 
- Sunday Mirror Feb 21, 1999: "Bergerac's fair cop; John Nettles' daughter joins Jersey police"
- Nädal (EE) August 26 1999, Iss. 34, pg. 86- 87, by: Ivar Kümnik, "Läbinisti korralik sell"
- "Bergerac actor John Nettles given an OBE by the Queen", Daily Telegraph 10 November 2010 (https://www.telegraph.co.uk/news/celebritynews/8119934/Bergerac-actor-John-Nettles-given-an-OBE-by-the-Queen.html)
- "Slavery and pain: the Nazis on the Channel Islands". The Telegraph. 21 June 2010
- "John Nettles: I'm Jersey's most famous son but now I am being vilified simply for speaking". Daily Express. UK. 26 November 2010.
- Holmwood, Leigh (12 February 2009). "John Nettles to quit Midsomer Murders", The Guardian. UK. Retrieved 7 May 2010 (https://www.theguardian.com/media/2009/feb/12/john-nettles-to-leave-midsomer-murders)
- The London Gazette (Supplement). 12 June 2010. p. 12.

Copertine di riviste:
- KRO magazine (NL), 20 gennaio 2007 Iss. 3

## Doppiatori italiani
Nelle versioni in italiano delle opere in cui ha recitato, John Nettles è stato doppiato da:
- Romano Malaspina[5], Alarico Salaroli[6] e Michele Kalamera[7] in L'ispettore Barnaby

## Riconoscimenti
- (1982) Radio Actor of the Year
- (1985) Personality of the Year (Variety Club of Great Britain’s BBC)
- (2012) Laurea Honoris Causa da parte della Plymouth University